# Велика темна пляма

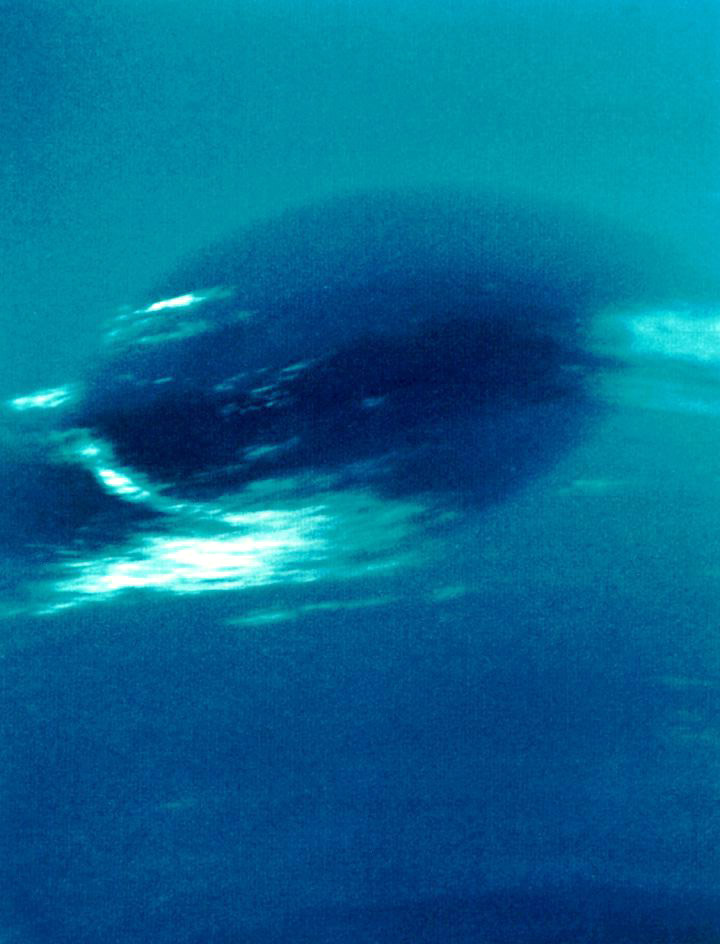
Знімок Великої темної хмари, зроблений космічним апаратом «Вояджер-2».

Велика темна пляма (також відома як GDS-89) — темна пляма на планеті Нептун, яка схожа на Велику червону пляму Юпітера. Пляма була відкрита під час прольоту космічного апарата «Вояджер-2» біля планети у 1989 році. Як і Велика червона пляма, Велика темна пляма є антициклоном. На відміну від плями на Юпітері, пляма на Нептуні не містить хмар і термін її життя становить кілька років, після чого пляма зникає і через деякий час з'являється знову. Відповідно до спостережень, пляма відкрита «Вояджером-2» зникла у 1994 році.

## Характеристика
Пляма має еліпсоїдну форму. ЇЇ розмір 13 000 × 6 600 км, що приблизно відповідає розміру Землі. У плямі дують вітри зі швидкістю 2400 км/год, вони є найсильнішими у Сонячній системі. Пляма по своїй суті є «діркою» в метанових хмарах планети. Велика темна пляма є досить нестабільним утворенням: вона постійно міняє свою форму і розмір.

## Зникнення
У листопаді 1994 року при спробі сфотографувати пляму виявилось, що вона зникла. Деякі дослідники вважають що вона просто не видима як темна пляма і закрита метановими хмарами.

## Поява у 2016 році
У 2016 році на планеті формується схожий шторм — його площа 11 тис. км завдовжки в 5 тис. км завширшки. Він розташовується у північній півкулі Нептуна (Northern Great Dark Spot (NGDS), чи Північна велика темна пляма). У листопаді 2018 року астрономи за допомогою камери телескопа протягом 20 годин спостерігали, як Велика темна пляма дрейфує по полюсу, переміщуючись зі швидкістю 972 кілометрів за 1 годину.

## Поява у 2023 році
25 серпня 2023 року агентство CNN повідомило, що група астрономів за допомогою Дуже великого телескопа (VLT) виявила велику темну пляму в атмосфері Нептуна, а поруч із нею другу яскраву хмару. Незвичайна хмара виглядала під час спостереження як менша яскрава пляма поруч із темною плямою, але обидві вони знаходилися на одному рівні атмосфери. «У процесі ми виявили рідкісний глибокий яскравий тип хмари, який ніколи раніше не ідентифікувався, навіть з космосу», — зазначив співавтор дослідження Майкл Вонг.
Згідно з повідомленням Європейської південної обсерваторії (ESO), темні плями на поверхні Нептуна виявилися не «просвітами» до темних шарів атмосфери планети, а крижинками із сірководню, які потемніли через взаємодію з сонячним випромінюванням. Вони підіймаються з надр Нептуна антициклонами, вважають астрономи, які спостерігали за новою темною плямою на планеті за допомогою наземного комплексу VLT та опублікували результати своїх досліджень в журналі Nature Astronomy.